# Edgar Lee Masters

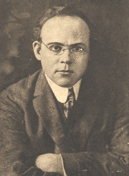
Edgar Lee Masters

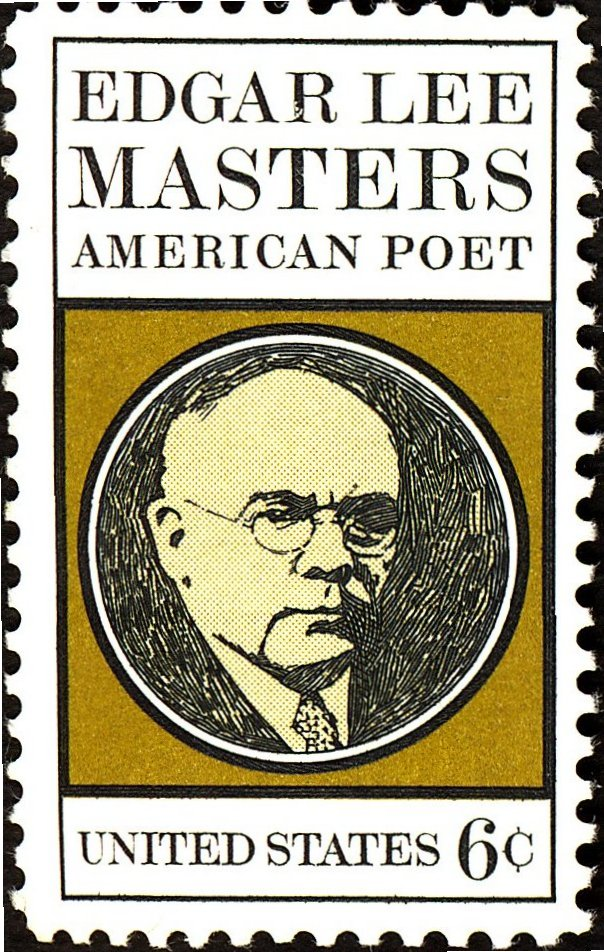
Edgar Lee Masters auf einer Briefmarke des United States Postal Service

Edgar Lee Masters (* 23. August 1868 in Garnett, Kansas; † 5. März 1950 in Petersburg, Illinois) war ein US-amerikanischer Schriftsteller, der als Verfasser des Gedichtbandes Spoon River Anthology bekannt wurde.

## Leben
Der Sohn eines Anwalts wuchs auf der Farm seiner Großeltern in Petersburg im Menard County in Illinois auf. Als er zwölf Jahre alt war, siedelte die Familie nach Lewistown um, wo er die High School besuchte und erste Artikel in den Chicago Daily News veröffentlichte. Die Stadt und ihre Umgebung (der Friedhof am Oak Hill, der nahe Spoon River) lieferten später Inspiration für seine schriftstellerischen Arbeiten, insbesondere die Spoon River Anthology, zuerst 1914 in Reedy’s Mirror in St. Louis veröffentlicht, dann 1915 als Buch. Die im Stil der Anthologia Graeca geschaffenen Gedichte der Sammlung sind als Nachrufe auf rund 200 Personen der im Mittleren Westen gelegenen fiktionalen Kleinstadt Spoon River verfasst – Nachrufe, die von den Toten selbst stammen. Die meisten Personen entsprechen realen Vorlagen aus Petersburg und Lewistown (zum Beispiel Ann Rutledge, die Gerüchten zufolge eine Jugendliebe von Abraham Lincoln war und in Petersburg begraben liegt). Das Buch war ein großer Erfolg, schuf ihm aber in seiner engeren Heimat auch Feinde, da er schonungslos die Engstirnigkeit der Kleinstädter geschildert hatte.
Masters veröffentlichte schon vorher Bücher mit Lyrik (zuerst 1898) und publizierte weitere bis 1942, konnte aber nicht mehr an den Erfolg der Spoon River Anthology anknüpfen. Er schrieb auch einige Theaterstücke, Romane und Biographien von Lincoln, Walt Whitman und Mark Twain. 1936 schrieb er die Autobiographie Across Spoon River.
Beruflich arbeitete Masters als Anwalt, zuerst in der Kanzlei seines Vaters, danach in Chicago, wo er 1893 mit einem Partner eine Kanzlei hatte und u. a. von 1903 bis 1908 in der Kanzlei der berühmten Anwalts Clarence Darrow war. Ab 1911 hatte er eine eigene Kanzlei.
Masters war ab 1898 mit Helen Jenkins verheiratet, mit der er drei Kinder hatte.
Auf seinem Grabstein auf dem Oakland Cemetery in Petersburg stehen einige Verse aus seinem „Tomorrow is my birthday“ (1918):
Good friends, let’s to the fields…
After a little walk and by your pardon,
I think I’ll sleep, there is no sweeter thing.
Nor fate more blessed than to sleep.
I am a dream out of a blessed sleep-
Let’s walk, and hear the lark.
1936 erhielt er die Mark Twain Silver Medal, 1941 die Medaille der Poetry Society of America, 1942 die Fellowship der Academy of American Poets und 1944 den Shelley Memorial Award. Seit 1918 war er gewähltes Mitglied der American Academy of Arts and Letters.

## Nachwirken
Der italienische Komponist Mario Peragallo schrieb nach der Spoon River Anthology das szenische Madrigal La Collina, das 1947 uraufgeführt wurde. 
Der deutsche Komponist Wolfgang Jacobi vertonte 1956 vier Gedichte der Spoon River Anthology und schuf den Liederzyklus Die Toten von Spoon River für Bariton und Akkordeon.
Der italienische Cantautore Fabrizio De André adaptierte einige Gedichte der Spoon River Anthology für sein Album Non al denaro non all'amore nè al cielo (1971).

## Werke (Auswahl)
- Spoon River Anthology. St. Louis 1915.
  - Die Toten von Spoon River. Deutsch von Rudolf Rieder, München 1924.
  - Die Toten von Spoon River. Deutsch von Wolfgang Martin Schede. Artemis, Zürich 1959.
  - Die Toten von Spoon River. Englisch / Deutsch. Übersetzung von Claudio Maira. Jung und Jung, Salzburg 2020, ISBN 978-3-99027-243-5.
- The Nuptial Flight. New York 1923.
  - Der Hochzeitsflug. Roman. Vorrede von Upton Sinclair. Deutsch von Anna Nußbaum. Speidel, Wien 1929.
- The New Spoon River. New York 1924.
- Across Spoon River. An Autobiography. New York 1936.